# Аулов, Александр Петрович
Александр Петрович Аулов (род. 26 января 1952, Уссурийск Приморский край, РСФСР, СССР) — российский учёный, политический деятель, депутат Государственной Думы I созыва.

## Биография
Родился в семье служащих, русский.
В 1974 году окончил факультет философии Уральский государственный университет им. А. М. Горького. В 1984 году защитил диссертацию на соискание учёной степени кандидата философских наук, тема диссертации «Проблема абстрактного объекта теории в обществознании», после чего получил учёное звание доцента.
С 1974 по 1992 год работал в Уральском политехническом институте преподавателем на кафедре философии. С 1992 по 1993 год работал в Уральском кадровом центре старшим научным сотрудником, затем начальником лаборатории.
В 1993 году был депутатом Свердловского областного совета, являлся членом движения «Выбор России». В 1993 году избран депутатом Государственной думы I созыва. В Государственной думе был членом комитета по международным делам. В 1994 году входил в инициативную группу по созданию партии «Демократический Выбор России».
24 марта 1995 года вышел из фракции «Выбор России» и перешёл в депутатскую группу «Россия». Проходил стажировку и работал в составе делегации Государственной думы в Совете Европы.
В 1996 году работал в Администрации президента РФ консультантом, занимаясь проблемами международных отношений.
В 1997 году окончил Дипломатическую академию МИД России по специальности «Международные экономические отношения». С 2017 года доцент кафедры европейских и интеграционных исследований Института мировых цивилизаций.

## Семья
Жена — Людмила Григорьевна Аулова, преподаватель политической экономии. Двое детей: дочь Мария, сын Дмитрий.